# Décembre 1731

## 20 décembre 1731
- 28 décembre : manifeste d’Anna Ivanovna réglant sa succession, qu’elle réserve à la postérité de sa nièce, Anna Leopoldovna[1].

## Naissances en décembre 1731
- 8 décembre : Girolamo Tiraboschi, écrivain et historien de la littérature italien. († 3 juin 1794).
- 12 décembre : Erasmus Darwin, poète, médecin, botaniste et inventeur britannique († 18 avril 1802).
- 28 décembre : Christian Cannabich, compositeur allemand († 20 janvier 1798).